# SHY (만화)
《SHY》(샤이)는 미키 부키미가 지은 일본의 만화 작품이다. 《주간 소년 챔피언》(아키타 쇼텐)에서 2019년 35호부터 연재 중이다. 수줍음을 많이 타는 주인공 샤이가 일본의 히어로로 성장해가는 작품이다.
작가 미키는 아키타 쇼텐 챔피언 3지(《주간 소년 챔피언》, 《별책 소년 챔피언》, 《월간 소년 챔피언》)가 주최하는 제2회 3지 합동 신인 만화상 NEXT CHAMPION(2016년 하반기)에 43쪽짜리 단편작 《SHY》로 최고상인 신인 대상을 수상했고, 이 수상작이 주간 소년 챔피언 2017년 7호에 게재되어 데뷔했다. 이 작품은 이 단편을 바탕으로 구성된 연재 작품이다.
2023년 6월 시점에서 누계 발행 부수가 100만 부를 돌파했다.

## 줄거리
21세기 중반경 세계 각국에 한 명씩 나타난 히어로들의 노력 끝에 지구에서 전쟁이 사라졌다. 일본의 히어로는 수줍음이 많은 여자아이, 샤이. 히어로로서의 막중한 책무에 고민하고 괴로워하면서도 사람들의 도움을 받아 히어로로서 조금씩 성장해 나간다. 그러던 중 샤이 앞에 나타난 것은 스티그마라고 불리는 수수께끼의 소년. 거기서 샤이는 타인의 마음을 이용해 폭주시키는 무도한 힘을 보게 된다. 샤이와 히어로들은 세계 각국에서 협력해 스티그마와 그가 이끄는 조직 아말리리스크를 막기 위해 손을 맞잡고 싸워 나간다.

## 등장인물

### 히어로
샤이 / 모미지야마 테루(シャイ / 紅葉山 輝)
성우 - 시모지 시노
일본의 히어로이자 본작의 주인공. 중학교 2학년. 생일은 4월 2일. 혈액형은 A형. 신장 149센티미터, 체중 43킬로그램. 좋아하는 것은 공포영화와 낫토. '불꽃의 능력'을 가진다. 극도로 부끄러움을 많이 타서 남의 시선이 서툴다. 히어로가 된 지 아직 몇 달밖에 되지 않아 신체 능력은 나무랄 데 없지만 전투 경험이 부족하다. 착한 소녀이며 남을 도울 때는 남다른 힘을 낸다. 반면 사물을 혼자 껴안기 쉽고, 자신의 무력함 때문에 이코를 '도와주지 못한' 롤러코스터 사고 이후 한 달 가까이 틀어박히는 등 매우 자벌적이다. 그 후 스티그마에 의해 변모된 유코와의 대치나 스타더스트와의 전투 경험을 거쳐 불꽃의 능력을 발현하게 된다. 파트너는 엔빌리오(통칭: 에비오. 성우 - 스기타 토모카즈). 평소에는 검은 머리에 검은 뿔테 안경을 사용하고 있지만, 샤이로의 전환 시에는 흰머리가 되어 안경도 착용하지 않는다.
스피리츠 / 페페샤 안드레아노바
성우 - 노토 마미코
러시아 히어로. 27살. 생일은 11월 30일. 혈액형은 O형. 키 174센티미터, 몸무게 50킬로그램. 좋아하는 것은 술과 빵. 주위의 기체를 조종해, 자신도 연기로 변화시키는 능력을 가진다. 술주정뱅이고 보드카가 너무 좋아한다. 샤이를 좋아하고 술을 마실 때는 매우 쾌활하다. 어릴 때 어머니 레냐를 잃었고 이후에는 고아였던 레냐가 자란 것과 같은 고아원에서 자랐다.
레이디 블랙 / 필츠 뒤낭
성우 - 스즈시로 사유미
스위스 히어로. 16살. 생일은 9월 6일. 혈액형은 B형. 신장 155센티미터, 체중 45킬로그램. 좋아하는 것은 봉사활동과 검은 것. 흑십자 간호 학생치유의 능력을 갖는다. '바보 아니야'가 입버릇. 지기 싫어하고 구부정한 것을 싫어한다. 과거 사고 관계로 두 다리 모두 의족이다. 자란 곳은 산으로 둘러싸여 있었다. 흑십자 간호학생으로 나날이 성장하고 있다.
스타더스트 / 데이비 원더 존
성우 - 미키 신이치로
영국의 히어로. 29살. 생일은 1월 9일. 혈액형은 O형. 키 179센티미터, 몸무게 79킬로그램. 좋아하는 것은 미트파이와 음악. 주위의 흐름을 지배하는 능력을 가진다. 세계적인 록스타로 히어로다. 선천적으로 공감성이 결여돼 있어 어린 시절부터 고뇌하지만 자신에게 부족한 것을 계속 찾아 세계 정상급 히어로가 됐다. 자선활동 기부액은 50억 달러 이상으로 국제구호단체 흑십자를 설립했다.
몐롱 / 리밍밍
성우 - 무라세 아유무
중국 히어로. 15살. 생일은 6월 16일. 혈액형은 A형. 신장 158센티미터, 체중 48킬로그램. 좋아하는 것은 자는 것과 과자 월병. 대상 상대를 잠들게 하는 능력을 가진다. 싸우는 것이 서툴러서 '나쁜 사람과도 싸우지 않고, 단지 사람을 구할 수 있으면 좋을 텐데'라고 생각하고 있다. 몸집이 작고 귀여운 외모로 여성으로 착각하기 쉽지만 남성. 본인은 콤플렉스로 느끼고 있다.
센추리 / 아담 록웰
성우 - 하타노 와타루
미국 히어로. 36살. 생일은 11월 11일. 혈액형은 A형. 신장 182센티미터. 체중 85킬로그램. 좋아하는 것은 아이들, 트레이닝, 칠리 콘 카르네.
스티그마에 대해 조기부터의 경계를 나타내, 도쿄 탈환편에 있어서는 팀의 리더를 맡는다. 현역 군인으로 딸을 익애한다.
닥터 슈바르츠
성우 - 쿠스미 나오미
독일 히어로. 직업은 의사로, 스타더스트가 설립한 국제 구호 단체 흑십자 대표.
유니로드
성우 - 이노우에 키쿠코
세계 각국의 히어로를 총괄하고 있다. 얼굴을 마스크로 덮고 있어, 그 맨얼굴은 불명하다.

### 아말라리스크
스티그마
성우 - 타무라 무츠미
아말라리스크라는 집단을 이끌고 있는 수수께끼의 소년. 신출귀몰로 전 세계에 나타나 아말라리스크를 데리고 순간이동을 하는, 머리가 파괴되어도 순식간에 재생하는 등 인간을 벗어난 능력을 가진다. '마음에 자유를'을 표어로 내걸고 검은 반지를 이용해 사람의 마음을 폭주시키고 있다.
치베타 코올리스카야
성우 - 사와시로 미유키
얼음을 조종하는 능력을 가진 소녀.
크흐흐
성우 - 히다카 리나
물건을 끌어들이는 능력을 가진 소녀. 광대한 의상에 몸을 감싸고 어떤 때라도 웃고만 있으면 태연하다.
우츠로 / 텐노지 마이(ウツロ / 天王寺 昧)
성우 - 우에다 히토미
텐노지 아이의 여동생. 마음을 없애는 능력을 가진다. 스티그마와 협력해 도쿄에 거대한 흑구를 만들어낸다.
도키
성우 - 토키 슌이치
거대한 뿔, 손톱, 꼬리를 가지고 누더기 외투를 걸친 소년.
이노리
성우 - 하야미 사오리
사랑에 각성시키는 능력을 가진 여성.
콰바라
성우 - 킷타 이즈미
다른 사람에게 빙의하는 능력을 가진 소녀. 무서워하고 비비고, 스티그마에게 피를 주어 괴롭히는 등, 그에게 심취하고 있다.

### 민간인
코이시카와 이코(小石川 惟子)
성우 - 토야마 나오
유원지의 사고로 샤이가 '도와주지 못한' 소녀. 중학교 2학년. 밝고 쾌활한 성격. 롤러코스터 사고에서 다른 사람의 구조를 우선시하면서 오른쪽 다리에 장애를 입고 이 상처가 원인이 되어 테루의 학교로 전학한다. 전학 전에는 리듬체조부 에이스였다. 전학 후 부모가 사망한 화재사고와 롤러코스터 사고로 인한 샤이 때리기 등으로 품고 있던 자신에 대한 증오를 스티그마에 의해 폭주당해 샤이와 대치한다. 완전한 형태로 스티그마 반지를 배출한 최초의 인간. 반지를 벗기고 나서는 좋은 친구로 테루와 동행한다.
코이시카와 다이고(小石川 ダイゴ)
성우 - 이노우에 호노카
이코의 남동생.
텐노지 아이(天王寺 曖)
성우 - 코이와이 코토리
세속에 희미한 허약 체질의 소녀. 자칭 가출소녀, 그 정체는 소가 마을의 닌자.
토키마루(朱鷺丸)
성우 - 시모노 히로
아이를 섬기는 청년. 이웃 마을에서 텐노지가를 섬기기 위해 왔다고 자칭하고, 아이의 제자라는 형태로 소가 마을을 맞이한다.

## 서지 정보
- 미키 부키미 《SHY》 아키타 쇼텐 〈소년 챔피언 코믹스〉
  1. 2019년 12월 6일 발매[9][10], ISBN 978-4-253-21936-5
  2. 2020년 2월 7일 발매[11][12], ISBN 978-4-253-21937-2
  3. 2020년 5월 8일 발매[13], ISBN 978-4-253-21948-8
  4. 2020년 7월 8일 발매[14], ISBN 978-4-253-21950-1
  5. 2020년 9월 8일 발매[15], ISBN 978-4-253-21955-6
  6. 2020년 12월 8일 발매[16], ISBN 978-4-253-21958-7
  7. 2021년 2월 8일 발매[17], ISBN 978-4-253-21970-9
  8. 2021년 4월 8일 발매[18], ISBN 978-4-253-21975-4
  9. 2021년 6월 8일 발매[19], ISBN 978-4-253-22043-9
  10. 2021년 9월 8일 발매[20], ISBN 978-4-253-22044-6
  11. 2021년 11월 8일 발매[21], ISBN 978-4-253-22045-3
  12. 2022년 1월 7일 발매[22], ISBN 978-4-253-22089-7
  13. 2022년 3월 8일 발매[23], ISBN 978-4-253-22095-8
  14. 2022년 6월 8일 발매[24], ISBN 978-4-253-22118-4
  15. 2022년 8월 8일 발매[25], ISBN 978-4-253-22119-1
  16. 2022년 10월 6일 발매[26], ISBN 978-4-253-28064-8
  17. 2023년 1월 6일 발매[27], ISBN 978-4-253-28065-5
  18. 2023년 3월 8일 발매[28], ISBN 978-4-253-28066-2
  19. 2023년 5월 8일 발매[29], ISBN 978-4-253-28067-9
  20. 2023년 8월 8일 발매[30], ISBN 978-4-253-28068-6
  21. 2023년 10월 6일 발매[31], ISBN 978-4-253-28069-3
  22. 2023년 12월 7일 발매[32], ISBN 978-4-253-28070-9
  23. 2024년 2월 7일 발매, ISBN 978-4-253-28071-6
  24. 2024년 5월 8일 발매, ISBN 978-4-253-28072-3
  25. 2024년 7월 8일 발매, ISBN 978-4-253-28073-0
  26. 2024년 9월 6일 발매, ISBN 978-4-253-28074-7

## TV 애니메이션
제1기가 2023년 10월부터 12월까지 TV 도쿄 등에서 방송되었다. 제1기 방송 종료 직후 제2기 제작 결정이 발표되어, 2024년 7월부터 9월까지 TV 도쿄 등에서 방송되었다.

### 스태프
- 원작 - 미키 부키미
- 감독 - 안도 마사오미
- 조감독 - 타니구치 코사쿠
- 시리즈 구성·각본 - 나카니시 야스히로
- 메인 캐릭터 디자인·총작화 감독 - 타나카 유이치
- 캐릭터 디자인·총작화 감독 - 타카이 리사, 스에다 아키히로
- 액션 디렉터 - 모로누키 테츠로
- 3DCG 디렉터 - 아이자와 후마
- 프롭 디자인 - 타카이 리사, 모로누키 테츠로, 스에다 아키히로, 오구라 노리코, 쿠보 미츠토시
- 색채 설계 - 사이토 마키
- 미술 감독 - 시모야마 카즈토
- 미술 설정 - 후쿠다 아유미, 보와세이유 레미, 이나타 와타루
- 촬영 감독 - 우오야마 신지(chiptune)
- 편집 - 우치다 메구미(MarvyJack)
- 음향 감독 - 하마노 타카토시
- 음악 - 츠바키야마 히나코
- 음악 제작 - 란티스, Bandai Namco Music Live(제2기), MoooD Records(제2기)
- 치프 프로듀서 - 아베 켄고, 네이 유스케, 요시자키 쿠니노리, 이토 나오코
- 프로듀서 - 아라이 겐타, 헤비구치 레이, 오우 카즈오, 오오바야시 유리, 야마다 유리코(제1기), 야마자키 코타, 아와지 토오루, 토미타 세이카(제2기), 사사하라 타카히로(제2기), 伊東隆成(제2기), 나라 하츠오(제2기)
- 애니메이션 프로듀서 - 모로구치 카즈나리(제2기)
- 애니메이션 제작 - 에이트 비트
- 제작 - SHY 제작위원회

### 주제가
Shiny Girl
MindaRyn에 의한 제1기 오프닝 테마. / 작사·작곡 - Misaki / 편곡 - 코야마 히사시
제2기 제23화에서는 샤이/모미지야마 테루(시모지 시노)에 의한 〈Shiny Girl(Shy Cover)〉가 삽입곡으로서 사용되었다.
알고 싶은 기분(シリタイキモチ)
샤이/모미지야마 테루(시모지 시노), 코이시카와 이코(토야마 나오)에 의한 제1기 엔딩 테마. / 작사·작곡·편곡 - 츠카다 코헤이
너만이 히어로(君だけがヒーロー)
코이시카와 이코(토야마 나오)에 의한 제1기 제4화 엔딩 테마. / 작사 - 조라쿠지 미오 / 작곡 - ArmySlick, 조라쿠지 미오 / 편곡 - ArmySlick
내 푸른 하늘 ~As I am~(私の青い空 ~As I am~)
샤이/모미지야마 테루(시모지 시노)에 의한 제1기 제5화 엔딩 테마. / 작사 - yuiko / 작곡·편곡 - 후지이 켄타로
WILLSHINE
PassCode에 의한 제2기 오프닝 테마. / 작사 - ucio, Konnie Aoki / 작곡·편곡 - 히라치 코지
옆에 있을게(そばにいるよ)
샤이/모미지야마 테루(시모지 시노), 코이시카와 이코(토야마 나오)에 의한 제2기 엔딩 테마. / 작사·작곡·편곡 - 츠카다 코헤이
월구(月篝)
텐노지 아이(코이와이 코토리)에 의한 제2기 제15화 엔딩 테마. / 작사 - Cocoro.(Dream Monster), / 작곡·편곡 - 사토 아츠히토(Dream Monster)
제2기 제23화에서는 텐노지 아이(코이와이 코토리), 우츠로/텐노지 아키라(우에다 히토미)에 의한 〈월구 ~만월 ver.~〉가 엔딩 테마로서 사용되었다.
우리들의 Love & Peace(ボクらのLove & Peace)
몐롱/리 밍밍(무라세 아유무)에 의한 제2기 제17화 엔딩 테마. / 작사 - 사사쿠라 유고 / 작곡·편곡 - Shinnosuke
우리푸카(ウリプカ)
스피리츠/페페샤 안드레아노바(노토 마미코)에 의한 제2기 제19화 엔딩 테마. / 작사·작곡 - Motokiyo / 편곡 - 이시쿠라 타카유키
Angel In Black
레이디 블랙/필츠 듀난(스즈시로 사유미)에 의한 제2기 제19화 엔딩 테마. / 작사 - 오다 아스카 / 작곡 - 코마츠 카즈야 / 편곡 - Zeyun
One Day A Boy
스타더스트/데이비 원더 존(미키 신이치로)에 의한 제2기 제20화 엔딩 테마. / 작사·작곡·편곡 - 츠루사키 키이치

### 에피소드 목록
| 화수                 | 제목                                           | 각본              | 그림 콘티                                      | 연출                                           | 작화 감독 | 총작화 감독                                                 | 방송일          |
| 제1기                | 제1기                                          | 제1기             | 제1기                                          | 제1기                                          | 제1기 | 제1기                                                       | 제1기           |
| -------------------- | ---------------------------------------------- | ----------------- | ---------------------------------------------- | ---------------------------------------------- | --- | ----------------------------------------------------------- | --------------- |
| 제1화                | シャイなので 샤이니까                          | 나카니시 야스히로 | 안도 마사오미                                  | 안도 마사오미                                  | 스에다 아키히로 타나카 유이치 오구라 노리코 나카야마 미유키                                                                                                   | 타나카 유이치 스에다 아키히로                               | 2023년 10월 3일 |
| 제2화                | ありったけの心で 온 힘을 다해                  | 나카니시 야스히로 | 타니구치 코사쿠                                | 타니구치 코사쿠                                | 스에다 아키히로 키쿠치 야스히토 타나베 켄지 모리 마루미 와타나베 잇페이타                                                                                     | 스에다 아키히로                                             | 10월 10일       |
| 제3화                | 食卓会談 식탁 회담                             | 나카니시 야스히로 | 모치즈키 토모미                                | 키타무라 마사시                                | 스에다 아키히로 모리 마루미 아비코 마모루 MIGHTY MAX MOVIE | 스에다 아키히로                                             | 10월 17일       |
| 제4화                | 心ない人 마음이 없는 사람                      | 나카니시 야스히로 | 카마타 유스케                                  | 카마타 유스케                                  | 모리타 유시 나카야마 미유키 모리 마루미 키쿠치 야스히토 MIGHTY MAX MOVIE                                                                                      | 스에다 아키히로 타카이 리사 시미즈 소라토 모로누키 테츠로   | 10월 24일       |
| 제5화                | 灯をともせ 불을 밝혀라                         | 나카니시 야스히로 | 타니구치 코사쿠                                | 요코하마 지로                                  | 시미즈 타쿠마 히라마츠 코스케 Zeart Sato 사토 미오코 히유키 치야 周刚                                                                                         | 시미즈 소라토 스에다 아키히로                               | 10월 31일       |
| 제6화                | 氷白 얼음                                      | 나카니시 야스히로 | 카마타 유스케                                  | 타니구치 코사쿠                                | 타나베 켄지 스에다 아키히로 와타나베 잇페이타 키쿠치 야스히토 MIGHTY MAX MOVIE                                                                                | 타나베 켄지 스에다 아키히로                                 | 11월 7일        |
| 제7화                | アンチェイン 해방                              | 나카니시 야스히로 | 코지마 마사시                                  | 카사이 요시노부                                | 오오츠카 미도리 사쿠라이 타쿠로 리바이벌 | 시미즈 소라토 스에다 아키히로                               | 11월 14일       |
| 제8화                | さぶらいず 서프라이즈                          | 나카니시 야스히로 | 요시다 타이조                                  | valley gate                                    | 일영공방 | 스에다 아키히로 타카이 리사 시미즈 소라토                   | 11월 21일       |
| 제9화                | 混戦、震える指先 혼전, 흔들리는 손끝           | 나카니시 야스히로 | 카마타 유스케                                  | 엔도 히로타카                                  | 나카시마 리에 모리 에츠히토 사이토 카즈야 오자키 마사유키 스에다 아키히로                                                                                     | 시미즈 소라토                                               | 11월 28일       |
| 제10화               | 寂しい氷と小さな火 쓸쓸한 얼음과 작은 불꽃     | 나카니시 야스히로 | 타니구치 코사쿠 (A파트)야마자키 히데키 (B파트) | 타니구치 코사쿠 (A파트)이노카와 신타로 (B파트) | 쿠보 미츠토시 나카야마 미유키 모리 마루미 야기사와 슈헤이 모리타 유시 이시야마 나오미 MIGHTY MAX MOVIE RadPlus STUDIO MASSKET                                 | 스에다 아키히로 타카이 리사 시미즈 소라토                   | 12월 5일        |
| 제11화               | 伝わること、遺るもの 전하면, 남는 것           | 나카니시 야스히로 | 테라히가시 카츠미                              | 카마타 유스케                                  | 혼다 케이이치 나카야마 미유키 모리 마루미 모리타 유시 와타나베 잇페이타 모리 토모코 키쿠치 야스히토 RadPlus MIGHTY MAX MOVIE STUDIO MASSKET                   | 스에다 아키히로 타카이 리사 시미즈 소라토                   | 12월 12일       |
| 제12화               | せきをすれば、ふたり 기침하면, 둘이            | 나카니시 야스히로 | 야마하시 토모코                                | 카사이 요시노부                                | 오오츠카 미도리 사쿠라이 타쿠로 리바이벌 reboot | 스에다 아키히로 타카이 리사 시미즈 소라토                   | 12월 19일       |
| 제2기 "도쿄 탈환 편" |                                                |                   |                                                |                                                | |                                                             |                 |
| 제13화               | ヒーローズ・ハイ 히어로즈 하이                 | 나카니시 야스히로 | 코지마 마사시                                  | 타니구치 코사쿠                                | 모리타 유시 세키구치 마사히로 카메다 토모유키 나카야마 미유키 타나베 마호 벳쇼 마사나오                                                                       | 카츠라 켄이치로 모리타 카즈아키 사카이 히데키               | 2024년 7월 2일  |
| 제14화               | 西よりの風 서쪽에서 온 바람                    | 나카니시 야스히로 | 카마타 유스케                                  | 카마타 유스케                                  | 군조 히로세 모리타 유시 와다 신이치 | 군조 히로세 시미즈 소라토                                   | 7월 9일         |
| 제15화               | 心の刃 마음의 칼날                             | 킨다이치 아키라   | 요시다 타이조                                  | 이케다 슌                                      | 하시모토 타카요시 鈴二星 히라하라 미나미 | 시미즈 소라토                                               | 7월 16일        |
| 제16화               | クラウド・イン・ザ・ダーク 클라우드 인 더 다크 | 나카니시 야스히로 | 요시다 리사코                                  | 코사카 하루메                                  | 타카호코 마코토 | 시미즈 소라토                                               | 7월 23일        |
| 제17화               | 突入 돌입                                      | 킨다이치 아키라   | 츠쿠시 다이스케 요시다 리사코                  | 스즈키 마사히코                                | 모리타 유시 세키구치 마사히로 MIGHTY MAX MOVIE 리바이벌 冯永旭 Feng Yongxu                                                                                    | 모리타 카즈아키 카츠라 켄이치로                             | 7월 30일        |
| 제18화               | 諸行無常 제행무상                              | 킨다이치 아키라   | 요시다 리사코                                  | valley gate                                    | 리 샤오레이 | -                                                           | 8월 13일        |
| 제19화               | 愛ゆえに 사랑 때문에                           | 킨다이치 아키라   | 코지마 마사시                                  | 카마타 유스케                                  | 모리타 유시 나카야마 미유키 시라하타 유지 야마다 류타로 와다 신이치 토가시 아야나 세키구치 마사히로 사유미 레이 MIGHTY MAX MOVIE                              | 사카이 히데키 모리타 카즈아키 시미즈 소라토                 | 8월 20일        |
| 제20화               | 優しい男 상냥한 남자                           | 나카니시 야스히로 | 코지마 마사시                                  | 안도 마사오미 후쿠모토 신이치                  | 히라하라 미나미 히라타 켄이치 하시모토 타카요시 鈴二星 라플라스 애니메이션                                                                                    | 모리타 카즈아키 사카이 히데키                               | 8월 27일        |
| 제21화               | 曖昧 아이와 마이                               | 나카니시 야스히로 | 코지마 마사시                                  | 에자키 신페이                                  | 안도 요시노부 세키구치 마사히로 모리타 유시 타나베 마호 벳쇼 마사나오 ENGI STUDIO MASSKET                                                                     | 모리타 카즈아키 카츠라 켄이치로 사카이 히데키               | 9월 3일         |
| 제22화               | 伸ばした手 내민 손                             | 킨다이치 아키라   | 요시다 리사코                                  | 요시다 슌지                                    | 노구치 토모야 하시모토 호다카 마츠이 루이 韓卲而 金弘益 朴鎭光 金昭演 SON SOPHEAPANHA KHIEV SOTHINA THEA EYIN 丘 文悉达 甲鸟 汤夏                             | 모리타 카즈아키 카츠라 켄이치로 사카이 히데키               | 9월 10일        |
| 제23화               | お月様と…… 달님과...                           | 나카니시 야스히로 | 테라히가시 카츠미                              | 츠쿠시 다이스케                                | 와다 신이치 우메다 타카츠구 안도 요시노부 세키구치 마사히로 카메다 토모유키 토가시 아야나 이노 아키히로 세븐 아크스 monks MIGHY MAX MOVIE 라플라스 애니메이션 | 모리타 카즈아키                                             | 9월 17일        |
| 제24화               | どうか元気で 부디 건강히                       | 나카니시 야스히로 | 타니구치 코사쿠                                | 타니구치 코사쿠                                | 나카야마 미유키 모리타 유시 야마다 류타로 세키구치 마사히로 타나베 마호 사카이 히데키 카츠라 켄이치로                                                         | 사카이 히데키 카츠라 켄이치로 모리타 카즈아키 시미즈 소라토 | 9월 24일        |

| TV 도쿄 계열 화요일 00:00~00:30                         | TV 도쿄 계열 화요일 00:00~00:30 | TV 도쿄 계열 화요일 00:00~00:30 |
| 이전 작품                                               | 작품명                          | 다음 작품                       |
| ------------------------------------------------------- | ------------------------------- | ------------------------------- |
| SYNDUALITY Noir (제1쿨)                                 | SHY (제1기)                     | SYNDUALITY Noir (제2쿨)         |
| 환생했는데 제7왕자라 내 맘대로 마술을 연마합니다(제1기) | SHY (제2기)                     | 나츠메 우인장 칠                |